# 三森站 (日本)
三森站（日语：／ Sangamori eki */?）是位於福岡縣北九州市八幡西區，屬於筑豐電氣鐵道筑豐電氣鐵道線車站。車站編號為CK09。

## 歷史
- 1957年（昭和32年）4月26日 - 車站啟用。
- 2000年（平成12年）9月 - 撤走折返設施。

## 車站構造
此站是地面車站與無人車站，設有2面2線的相對式月台。過去部分下行列車會在此站折返，當時站內也設有車站職員。在2000年（平成12年）9月把折返設施撤走後，此站由停車場變為停留場。上行（黑崎站前方向）月台上設有商店與定期票售票處。

### 月台
| 月台 | 路線        | 方向                 | 備註 |
| ---- | ----------- | -------------------- | ---- |
| 1    | ■筑豐電鐵線 | 楠橋、筑豐直方方向   |      |
| 2    | ■筑豐電鐵線 | 永犬丸、黑崎站前方向 |      |

※實際上沒有月台編號，上述的編號只用作列車運輸指令上使用。

## 使用狀況
在2019年度，1日平均上下車人次為2,260人。以下為近年1日平均乘車人次列表。
| 年度 | 1日平均 乘車人次 | 1日平均 上下車人次 |
| ---- | ---------------- | ------------------ |
| 2011 | 1,292            | 2,563              |
| 2012 | 1,206            | 2,409              |
| 2013 | 1,301            | 2,645              |
| 2014 | 1,233            | 2,504              |
| 2015 | 1,211            | 2,455              |
| 2016 | 1,220            | 2,472              |
| 2017 | 1,200            | 2,428              |
| 2018 | 1,167            | 2,333              |
| 2019 |                  | 2,260              |

## 車站周邊
車站位於八幡西區中西部。周邊於車站啟用後的昭和30年代，開始發展建設團地。
- Sunlive（日语：サンリブ）三森店
- 7-11三森電停前店（舊西鐵商店（日语：にしてつストア）三森店）
- Geo（日语：ゲオ）北九州八幡三森店
- 彌生軒三森店
- 北九州市立中尾小學
- 北九州市立沖田中學
- 八幡三森郵局
- 西日本都市銀行三森分店
- 福岡迴聲信用金庫（日语：福岡ひびき信用金庫）三森分店
- 福岡銀行三森分店
- 福岡縣道281號下上津役折尾線
- 新生會醫院
- 工房龍拉麵

## 相鄰車站
筑豐電氣鐵道
筑豐電氣鐵道線
永犬丸（CK08）－三森（CK09）－西山（CK10）

## 注腳
1. ↑  鉄道事業｜企業・グループ情報《西鉄について》 （页面存档备份，存于）（日語） 令和元年度 駅別乗降人員
2. ↑  国土数値情報　駅別乗降客数データ  （页面存档备份，存于）（日語） - 國土交通省，2020年9月19日參閲
3. ↑  平成24年度版 九州運輸要覧 （页面存档备份，存于）（日語） - 2020年9月19日參閲
4. ↑  平成25年度版 九州運輸要覧 （页面存档备份，存于）（日語） - 2020年9月19日參閲
5. ↑  平成26年度版 九州運輸要覧 （页面存档备份，存于）（日語） - 2020年9月19日參閲
6. ↑  平成27年度版 九州運輸要覧 （页面存档备份，存于）（日語） - 2020年9月19日參閲
7. ↑  平成28年度版 九州運輸要覧 （页面存档备份，存于）（日語） - 2020年9月19日參閲
8. ↑  平成29年度版 九州運輸要覧 （页面存档备份，存于）（日語） - 2020年9月19日參閲
9. ↑  平成30年度版 九州運輸要覧 （页面存档备份，存于）（日語） - 2020年9月19日參閲
10. ↑  令和元年度版 九州運輸要覧 （页面存档备份，存于）（日語） - 2020年9月19日參閲